# Benedetta Enrichetta del Palatinato
Benedetta Enrichetta del Palatinato, il cui nome completo era Benedetta Enrichetta Filippa (Parigi, 14 marzo 1652 – Asniéres, 12 agosto 1730), era la terza e più giovane figlia di Edoardo del Palatinato-Simmern e della moglie francese, Anna Maria di Gonzaga-Nevers. Benedetta divenne Duchessa di Brunswick-Lüneburg, o di Hannover, grazie al suo matrimonio con il duca Giovanni Federico. Essa è conosciuta anche come Benedetta di Hannover.
Essa fu un'antenata di Luigi XVI di Francia e di molti altri monarchi europei, tra cui Juan Carlos I di Spagna, Manuele II del Portogallo, Umberto II d'Italia ed Enrico, granduca di Lussemburgo.

## Biografia

### Infanzia e gioventù
Nata a Parigi dal senza terra Edoardo del Palatinato, i nonni paterni di Benedetta Enrichetta erano Federico V, elettore palatino, e la principessa Elisabetta Stuart, la Regina d'Inverno. I nonni materni erano invece il duca Carlo I di Mantova e Monferrato e la moglie francese, Caterina di Lorena, figlia a sua volta di Carlo di Lorena, duca di Mayenne.
Benedetta fu allevata nella sua infanzia da Louise de La Fayette, una cortigiana diventata suora, conosciuta come Suor Louise-Angélique. Era la più giovane di tre sorelle: la maggiore, Luisa Maria, sposò il principe Carlo Teodoro di Salm ed ebbe un figlio e due figli, mentre quella di mezzo, Anna Enrichetta, sposò il pazzo Enrico III Giulio di Borbone, principe di Condé, figlio del Grand Condé, e rimase in Francia per tutta la sua vita.
Come Benedetta, Anna Enrichetta fu un'antenata del famoso Philippe Égalité e dell'attuale pretendente al trono francese, Enrico d'Orléans; Anna Enrichetta chiamò una delle sue figlie Luisa Benedetta, presumibilmente in onore delle sorelle, elemento che sembra dimostrare come le tre principesse fossero intime, o quantomeno in rapporti amichevoli.

### Matrimonio e vita matura
All'età di quattordici anni venne data in sposa ad un lontano cugino, Giovanni Federico, duca di Brunswick-Lüneburg, che aveva la stessa età del padre di Benedetta ed era ancora senza figli. Lo sposo coltivava una passione per la cultura latino-europea; egli supportava il partito francese in Germania e si era convertito al cattolicesimo dal luteranesimo, dopo aver fatto un viaggio in Italia; costruì inoltre un palazzo ad Herrenhausen ispirandosi a Versailles. Mentre i sudditi di Giovanni Federico lo accusavano di essere un religioso bigotto, Luigi XIV di Francia lo considerava un pretendente desiderabile per la principessa Benedetta e così venne celebrato il matrimonio il 30 novembre 1668. L'unione, che era stata organizzata «dall'indaffarato diplomatico francese De Gourville» e molto probabilmente dalla madre di Benedetta, produsse quattro figlie.
Giovanni Federico morì nel 1679 senza un erede maschio e quindi il Ducato di Brunswick venne ereditato dal fratello protestante, Ernesto Augusto, marito di Sofia del Palatinato e padre di Giorgio I di Gran Bretagna. Benedetta si trovò ad essere sia nipote che cognata di Sofia, erede presuntiva al trono britannico. Alla morte del marito, Benedetta tornò nella sua natia Francia e risiedette assieme alla sorella, Principessa di Condé.
L'imperatrice del Sacro Romano Impero, Eleonora Maddalena del Palatinato-Neuburg, aveva deciso da tempo che la figlia più giovane di Benedetta, la principessa Guglielmina Amalia, sarebbe diventata sua nuora. Per preparare la giovane al prestigioso ruolo che avrebbe ricoperto, Benedetta la mandò a Maubuisson per venire educata da sua zia paterna, Louise Holladine. La Principessa ricevette dalla prozia, badessa di Maubuisson, un'educazione cattolica e non fece ritorno in Hannover fino all'età di vent'anni, nel 1693. Benedetta Enrichetta aiutò ad organizzare il matrimonio di Guglielmina con l'arciduca Giuseppe, futuro imperatore con il nome di Giuseppe I, nel 1699. Attraverso la figlia maggiore di Guglielmina, l'arciduchessa Maria Giuseppa, Benedetta Enrichetta è un'antenata di re Juan Carlos I di Spagna e delle attuali case reali di Parma, Lussemburgo e Belgio.
La maggiore delle sue figlie sopravvissute all'età adulta, Carlotta, sposò Rinaldo d'Este l'11 febbraio 1696 a Modena; l'unione faceva parte di un progetto di Rinaldo di favorire le relazioni tra Modena e l'Hannover. Il 29 settembre 1710 Carlotta morì di parto all'età di trentanove anni.
Benedetta Enrichetta era in corrispondenza con il filosofo e scienziato Gottfried Wilhelm von Leibniz. Benedetta morì all'età di settantotto anni ad Asnieres, la sua ultima residenza nei pressi Parigi, il 12 agosto 1730.

## Discendenza
Benedetta Enrichetta diede al marito Giovanni Federico quattro figlie:
- Anna Sofia (10 febbraio 1670 – 24 marzo 1672);
- Carlotta Felicita (8 marzo 1671 – 29 settembre 1710), sposò Rinaldo d'Este, duca di Modena e Reggio, da cui ebbe discendenza;
- Enrichetta Maria (9 marzo 1672 – 4 settembre 1757), restò nubile;
- Guglielmina Amalia (21 aprile 1673 – 10 aprile 1742), sposò Giuseppe I, imperatore del Sacro Romano Impero, ed ebbe discendenza.

## Ascendenza
|                                     |                         |                              | Genitori                        |  |  | Nonni |  |  | Bisnonni                      |  |  | Trisnonni                  |  |
|                                     |                         |                              |                                 |  |  |       |  |  | Federico IV Elettore Palatino |  |  | Ludovico VI del Palatinato |  |
|                                     |                         |                              |                                 |  |  |       |  |  | Federico IV Elettore Palatino |  |  | Ludovico VI del Palatinato |  |
|                                     |                         | Elisabetta d'Assia           |                                 |  |  |       |  |  | Federico IV Elettore Palatino |  |  |                            |  |
| Federico V Elettore Palatino        |                         |                              |                                 |  |  |       |  |  | Federico IV Elettore Palatino |  |  |                            |  |
|                                     |                         | Luisa Giuliana di Nassau     | Guglielmo I d'Orange            |  |  |       |  |  |                               |  |  |                            |  |
|                                     |                         | Luisa Giuliana di Nassau     | Guglielmo I d'Orange            |  |  |       |  |  |                               |  |  |                            |  |
|                                     |                         | Luisa Giuliana di Nassau     | Carlotta di Borbone-Montpensier |  |  |       |  |  |                               |  |  |                            |  |
| Edoardo del Palatinato-Simmern      |                         | Luisa Giuliana di Nassau     |                                 |  |  |       |  |  |                               |  |  |                            |  |
|                                     |                         | Giacomo I d'Inghilterra      | Enrico Stuart, Lord Darnley     |  |  |       |  |  |                               |  |  |                            |  |
|                                     |                         | Giacomo I d'Inghilterra      | Enrico Stuart, Lord Darnley     |  |  |       |  |  |                               |  |  |                            |  |
|                                     |                         | Giacomo I d'Inghilterra      | Maria Stuart, regina di Scozia  |  |  |       |  |  |                               |  |  |                            |  |
| Elisabetta Stuart                   |                         | Giacomo I d'Inghilterra      |                                 |  |  |       |  |  |                               |  |  |                            |  |
|                                     |                         | Anna di Danimarca            | Federico II di Danimarca        |  |  |       |  |  |                               |  |  |                            |  |
|                                     |                         | Anna di Danimarca            | Federico II di Danimarca        |  |  |       |  |  |                               |  |  |                            |  |
|                                     |                         | Anna di Danimarca            | Sofia di Meclemburgo-Güstrow    |  |  |       |  |  |                               |  |  |                            |  |
| Benedetta Enrichetta del Palatinato |                         | Anna di Danimarca            |                                 |  |  |       |  |  |                               |  |  |                            |  |
|                                     | Ludovico Gonzaga-Nevers | Federico II di Mantova       |                                 |  |  |       |  |  |                               |  |  |                            |  |
|                                     | Ludovico Gonzaga-Nevers | Federico II di Mantova       |                                 |  |  |       |  |  |                               |  |  |                            |  |
|                                     | Ludovico Gonzaga-Nevers | Margherita Paleologa         |                                 |  |  |       |  |  |                               |  |  |                            |  |
| Carlo I di Gonzaga-Nevers           | Ludovico Gonzaga-Nevers |                              |                                 |  |  |       |  |  |                               |  |  |                            |  |
|                                     |                         | Enrichetta di Nevers         | Francesco I di Nevers           |  |  |       |  |  |                               |  |  |                            |  |
|                                     |                         | Enrichetta di Nevers         | Francesco I di Nevers           |  |  |       |  |  |                               |  |  |                            |  |
|                                     |                         | Enrichetta di Nevers         | Margherita di Vendôme           |  |  |       |  |  |                               |  |  |                            |  |
| Anna Maria di Gonzaga-Nevers        |                         | Enrichetta di Nevers         |                                 |  |  |       |  |  |                               |  |  |                            |  |
|                                     |                         | Carlo di Guisa               | Francesco I di Guisa            |  |  |       |  |  |                               |  |  |                            |  |
|                                     |                         | Carlo di Guisa               | Francesco I di Guisa            |  |  |       |  |  |                               |  |  |                            |  |
|                                     |                         | Carlo di Guisa               | Anna d'Este                     |  |  |       |  |  |                               |  |  |                            |  |
| Caterina di Lorena                  |                         | Carlo di Guisa               |                                 |  |  |       |  |  |                               |  |  |                            |  |
|                                     |                         | Enrichetta di Savoia-Villars | Onorato II di Savoia            |  |  |       |  |  |                               |  |  |                            |  |
|                                     |                         | Enrichetta di Savoia-Villars | Onorato II di Savoia            |  |  |       |  |  |                               |  |  |                            |  |
|                                     |                         | Enrichetta di Savoia-Villars | Jeanne de Foix                  |  |  |       |  |  |                               |  |  |                            |  |
|                                     |                         | Enrichetta di Savoia-Villars |                                 |  |  |       |  |  |                               |  |  |                            |  |

## Titoli nobiliari
- 14 marzo 1652 – 30 novembre 1668: Sua Altezza Serenissima Contessa Palatina Benedetta Enrichetta di Simmern
- 30 novembre 1668 – 18 dicembre 1679: Sua Altezza Serenissima la Duchessa di Brunswick-Lüneburg
- 18 dicembre 1679 – 12 agosto 1730: Sua Altezza Serenissima la Duchessa Madre di Brunswick-Lüneburg